# The Spectral Sorrows
The Spectral Sorrows — третий студийный альбом шведской дэт-метал-группы Edge of Sanity, вышедший в ноябре 1993 года на лейбле Black Mark Productions. The Spectral Sorrows показал заметное развитие группы и её более существенный отход от концепции традиционного дэт-метала, привнеся в неё прогрессивные элементы и всё большее количество гитарных мелодий. В альбоме делался больший упор на чистый вокал, а песни демонстрируют заметное музыкальное разнообразие, начиная с типичных агрессивных дэт-метал-композиций, заканчивая песней в стиле дарквейв. Музыкальные критики восторженно встретили The Spectral Sorrows, отмечая стремительную эволюцию группы, в результате которой у неё получилось создать оригинальную и выдающуюся работу. Альбом также признавался одной из самых разнообразных работ в дискографии коллектива.

## Об альбоме
В отличие от двух предыдущих альбомов группы, когда Бёрье «Босс» Форсберг, владелец лейбла Black Mark Productions, по финансовым причинам вынуждал группу записываться в студии Montezuma, The Spectral Sorrows записывался в собственной 16-ти дорожечной студии Дана Сванё Unisound Recordings в течение июля—августа 1993 года. Бас-гитарист группы Андерс Линдберг не смог принять участие в записи The Spectral Sorrows из-за призыва на воинскую службу. Его партии исполнил Андреас Акселлсон, использовавший тогда псевдоним Dread.
Обложку пластинки изготовил британский художник Дэн Сигрейв получивший известность в первой половине 1990-х годов благодаря сотрудничеству с множеством дэт-металлических музыкальных коллективов. Сванё вспоминает этот эпизод так: «Мы послали ему картинку с величественным водопадом, чтобы он обработал её как полагается… Назад вернулся дьявольский аквариум из разных злобных тварей!».
На этом альбоме Edge of Sanity продолжают идеи, начатые на Unorthodox, и всё больше экспериментируют, развивая концепцию традиционного дэт-метала. Быстрые и агрессивные фрагменты песен чередуются с медленными частями в стиле дэт-дум-метала, которые сочетаются с мелодичными гитарными проигрышами. Дан Сванё начал чаще комбинировать чистый вокал вместе с гроулингом, а песни демонстрируют разнообразную композиционную структуру, которая меняется от песни к песне.
Среди всего альбома наиболее выделяется «дарквейв»-песня «Sacrifice». Она была написана Сванё за пару часов на последней репетиции, предшествующей дебютному выступлению группы на MTV. Вокалисту показалось, что получившаяся песня похожа на творчество готик-рок-группы Sisters of Mercy, и зная, что остальным участникам Edge of Sanity нравилась эта группа, он показал им написанные риффы, и в итоге музыканты оперативно доделали песню и выступили с ней на MTV. Когда же пришло время записи, Сванё решил включить её в альбом с драм-машиной и эмулированной бас-гитарой вместо живых инструментов, хотя остальные участники негативно восприняли эту идею. Позже Сванё признавался, что подобные недопонимания между ним и остальной группой в конечном счёте привели к негативной атмосфере в коллективе, и для Сванё Edge of Sanity стал «очередным сайд-проектом», нежели сплочённой группой. Также в альбоме присутствует кавер на песню «Blood of My Enemies» от Manowar. Сванё делился в интервью, что его первым знакомством с металом была кассета со сборником Hell Comes to Your House 1984 года, который открывала как раз «Blood of My Enemies», фактически, это была одна из первых услышанных им метал-песен в принципе.

## Отзывы критиков
| Оценки критиков      | Оценки критиков |
| Источник             | Оценка          |
| -------------------- | --------------- |
| AllMusic             | [ 6 ]           |
| CMJ New Music Report | без оценки      |
| Metal1.info          | [ 8 ]           |
| Metal Hammer         | [ 13 ]          |
| Rock Hard            | [ 7 ]           |

Альбом получил восторженные отзывы музыкальной прессы. Франк Альбрехт в своей рецензии 1993 года был поражён тем, как быстро группа эволюционировала от Unorthodox, на котором она лишь обозначила направление своего развития, до The Spectral Sorrows, где Edge of Sanity демонстрируют огромное разнообразие своих музыкальных идей. По итогу он оценил пластинку на 9.5 баллов из 10, подчеркнув, что группа смогла создать выдающуюся и оригинальную запись, которую можно включить в список 20 лучших альбомов дэт-метала всех времён. Аналогичное мнение высказывал Джон Видерхорн из американского журнала CMJ New Music Report. Он отметил, что вступление альбома, в котором медленная инструментальная композиция переходит в яростный дэт-метал, уже являлось жанровым клише, однако The Spectral Sorrows отличался от большинства своих современников тем, что неоднократно возвращался к той меланхоличной атмосфере. По мнению рецензента, Edge of Sanity прекрасно знают все «уловки» дэт-метала по созданию пугающих песен, но вместо шокирования слушателей непрерывной «стеной звука», альбом предлагает большую вариативность мрачных песен. В 1995 году составители приложения к российскому журналу Rock City также сочли, что новой работой шведский ансамбль поднимает собственную планку достижений ещё выше. Российские специалисты нашли запись весьма оригинальной, они увидели в ней «синтез Sisters of Mercy и Paradise Lost» (того периода), а также отметили мастерство барабанщика Бенни Ларссона.
В ретроспективных обзорах рецензенты также крайне высоко отзываются об альбоме. Эдуардо Ривадавия, оценив альбом на 4 балла из 5, писал, что Unorthodox предопределил дальнейшее развитие группы и поставил высокую планку для следующего релиза группы, и The Spectral Sorrows подтвердил все самые высокие ожидания от Edge of Sanity. В обзоре дискографии группы от интернет-портала Metal.de Кристиан Поп восхищался многообразием альбома, утверждая, что тот удивляет с каждой новой песней. Также он высоко отзывался о кавере на Manowar и нетипичную для группы «Sacrificed», говоря о последней, что «в то время [выпустить песню в стиле Sisters of Mercy] казалось почти кощунством для дэт-метала, но этой группе прощали всё». По мнению журналиста, третий альбом коллектива является наиболее разнообразной пластинкой в её истории. В рецензии немецкого сайта Metal1.info альбом был назван «волшебным симбиозом тяжести и мелодичности», в котором невозможно предугадать, какой по стилистике окажется следующая песня, а их структуры никогда не повторяются и не следуют заурядной концепции «куплет-припев-куплет», единственным исключением, в которой можно предсказать направление песни, является «Blood of My Enemies» от Manowar. Рецензент поставил пластинке максимальную оценку, подытожив, что, несмотря на всё разнообразие, альбом звучит очень последовательно и гармонично, а качество каждой песни можно назвать «практически безупречным».

## Список композиций
| №                   | Название                                     | Текст песни              | Музыка                    | Длительность |
| ------------------- | -------------------------------------------- | ------------------------ | ------------------------- | ------------ |
| 1.                  | «The Spectral Sorrows» (инструментальная)    |                          | Сами Нерберг              | 1:44         |
| 2.                  | «Darkday»                                    | Андреас Акселлсон        | Акселлсон                 | 4:27         |
| 3.                  | «Livin’ Hell»                                | Акселлсон                | Дан Сванё, Акселлсон      | 4:19         |
| 4.                  | «Lost»                                       | Сванё                    | Сванё                     | 4:34         |
| 5.                  | «The Masque»                                 | Сванё, Акселлсон         | Сванё                     | 6:38         |
| 6.                  | «Blood of My Enemies» (кавер на Manowar)     | Джоуи Де Майо            | Джоуи Де Майо             | 3:28         |
| 7.                  | «Jesus Cries»                                | Сванё                    | Сванё, Акселлсон, Нерберг | 4:48         |
| 8.                  | «Across the Fields of Forever»               | Сванё, Акселлсон         | Сванё, Акселлсон, Нерберг | 6:07         |
| 9.                  | «On the Other Side»                          | Сванё                    | Сванё                     | 5:43         |
| 10.                 | «Sacrificed»                                 | Сванё                    | Сванё                     | 3:50         |
| 11.                 | «Waiting to Die»                             | Сванё                    | Сванё, Акселлсон          | 3:11         |
| 12.                 | «Feedin’ the Charlatan»                      | Акселлсон, Бенни Ларссон | Акселлсон, Ларссон        | 2:45         |
| 13.                 | «A Serenade for the Dead» (инструментальная) |                          | Сванё                     | 2:22         |
| Общая длительность: | Общая длительность:                          | Общая длительность:      | Общая длительность:       | 53:56        |

| №                   | Название            | Текст песни         | Музыка              | Длительность |
| ------------------- | ------------------- | ------------------- | ------------------- | ------------ |
| 14.                 | «Bleed»             | Сванё               | Сванё               | 2:08         |
| Общая длительность: | Общая длительность: | Общая длительность: | Общая длительность: | 56:04        |

## Участники записи
Edge of Sanity
- Дан Сванё — вокал, клавишные, дополнительная гитара, программирование ударных в «Sacrificed», сведение, звукоинженер
- Андреас Акселлсон (в титрах к альбому указан как Dread) — гитара, бас-гитара, бэк-вокал, ведущий вокал в «Feedin’ the Charlatan»
- Сами Нерберг — гитара
- Бенни Ларссон — ударные

Производственный персонал
- Бёрье «Босс» Форсберг — исполнительный продюсер
- Питер Ин Де Бету — мастеринг
- Дэн Сигрейв — обложка

## Комментарии
1. ↑  Принял участие в художественном оформлении культовых работ таких исполнителей как Benediction, Desecrator, Dismember, Entombed, Gorguts, Hypocrisy, Invocator, Lawnmower Deth, Malevolent Creation, Monstrosity, Morbid Angel, Nocturnus, Pestilence, Seance, Suffocation, Vader и многих других[4].